# Mazong Shan
Mazong Shan (chiń. upr. 马鬃山; chiń. trad. 馬鬃山; pinyin Mǎzōng Shān) – szczyt w górach Bei Shan, w północnych Chinach, w północnej części prowincji Gansu, niedaleko granicy z Mongolią. Jego wysokość wynosi 2583 m n.p.m.